# Red Desert Penitentiary
Red Desert Penitentiary is een Canadees-Amerikaanse filmkomedie uit 1985 onder regie van George Sluizer.

## Verhaal
Myrna Greenbaum is een actrice zonder ervaring. Wanneer ze een rol krijgt in een western, besluit de acteur Dan McMan haar te leren hoe ze de liefde moet bedrijven om zijn eigen acteerprestaties te bevorderen. In het scenario wordt hij echter voorgesteld als een geboren verliezer en wanneer zijn personage ten tonele verschijnt, wordt hij het slachtoffer van een wrede speling van het lot.

## Rolverdeling
| Acteur               | Personage          |
| -------------------- | ------------------ |
| James Michael Taylor | Dan McMan          |
| William Rose         | James Gagan        |
| Jim Wortham          | Chet Kofman        |
| Carolee              | Mevrouw Greenbaum  |
| Trudy Wortham        | Rosalie            |
| Buster Muncy         | Dexter             |
| George Sluizer       | Politieagent       |
| Rocky Latham         | Ruiter             |
| David Etheredge      | Farraday           |
| Randy McMichael      | Conoolly           |
| Tandy Curley         | Rechter            |
| Robert Musgrove      | Openbare aanklager |
| Lalo Perez           | Bewaker            |
| Shirley Bryant       | Receptioniste      |